# شون كلانسي
شون كلانسي (بالإنجليزية: Sean Clancy)‏ هو لاعب كرة قدم بريطاني، ولد في 16 سبتمبر 1987 في ليفربول في المملكة المتحدة. شارك مع منتخب إنجلترا لكرة القدم C ‏. أما مع النوادي، فقد لعب مع نادي ألترينتشام ونادي بلاكبول ونادي ساوثبورت.

## وصلات خارجية
- شون كلانسي على موقع قاعدة بيانات كرة القدم.إي يو (الإنجليزية)
- شون كلانسي على موقع Soccerbase.com (لاعب) (الإنجليزية)
- شون كلانسي على موقع Soccerway.com (الإنجليزية)